# ClariS
ClariS è un duo musicale giapponese interprete di brani pop music e duo idol formato nel 2009 dalle cantanti Clara e Alice da Hokkaidō, che allora erano alle scuole medie. Originariamente conosciuto come "Alice Clara", ClariS iniziò cantando cover dei principali brani utilizzati negli anime e brani originariamente suonati dai Vocaloids, e caricarono il loro lavoro sul sito di video sharing Nico Nico Douga tra ottobre 2009 e giugno 2010. Nel settembre 2010 ClariS siglò un contratto con SME Records e pubblicò il suo singolo di debutto "irony" nell'ottobre 2010, che fu utilizzato come sigla di apertura dell'anime Ore no imōto ga konna ni kawaii wake ga nai. ClariS pubblicò in seguito altri sei singoli tra il 2012 e il 2014, e il loro primo album Birthday fu pubblicato nell'aprile 2012, seguito dal secondo Second Story nel 2013 e Party Time nel 2014. Alice ha lasciato il gruppo dopo l'uscita di Party Time, e Karen si è unita a ClariS alla fine del 2014.

## Storia

### 2009–2012: formazione e periodo delle scuole medie
Il duo ClariS si formò nel tardo 2009 come "Alice Clara" quando, durante il primo anno delle scuole medie, Clara e Alice inviarono e caricarono una cover del brano Vocaloid "Step to You" sul sito web di video sharing Nico Nico Douga il 10 ottobre 2009. ClariS pubblicò altre sette cover nel 2009. Il 24 aprile 2010, l'editore Sony Magazines tramite Sony Music Entertainment Japan lanciò la rivista sulla musica degli anime LisAni! con allegato un CD contenente il brano originale "Drop" composto da Kz dei Livetune e interpretato da ClariS. ClariS pubblicò altre cinque cover nel 2010, chiudendo con il brano "Listen!!" dall'anime K-On!! come il loro 13º singolo inviato, il 5 giugno 2010. Il 24 luglio 2010 il secondo numero di LisAni! fu pubblicato con un altro CD in allegato contenente il brano originale "Kimi no yume o miyō" (君の夢を見よう?), nuovamente composto da Kz e interpretato da ClariS. Un singolo contenente entrambi i brani fu distribuito esclusivamente al Comiket 78 il 13 agosto 2010.
Nel settembre 2010 ClariS siglò un contratto con SME Records e pubblicò il suo maggior singolo di debutto "irony" il 20 ottobre 2010. "irony" debuttò al settimo posto nella classifica settimanale dei singoli di Oricon. "irony" fu composto da Kz, e fu utilizzato come sigla di apertura della prima stagione della serie TV anime del 2010 Ore no imōto ga konna ni kawaii wake ga nai. Good Smile Company pubblicò un set Nendoroid Petit delle ClariS nel gennaio 2012 basato sulle illustrazioni di Clara e Alice di Hiro Kanzaki per Irony. ClariS pubblicò il suo secondo singolo Connect (コネクト?) il 2 febbraio 2011. Il singolo Connect debuttò alla quinta posizione nella classifica settimanale dei singoli venduti di Oricon, e il brano fu utilizzato come sigla di apertura della serie televisiva anime del 2011 Puella Magi Madoka Magica. A Connect in seguito venne attribuito il Disco d'Oro da Recording Industry Association of Japan (RIAJ) nel gennaio 2012 per aver superato le 100 000 copie vendute in un solo anno. ClariS contribuì con il brano True Blue all'album tributo dedicato al gruppo musicale Zone Zone Tribute: Kimi ga Kureta Mono (ZONEトリビュート～君がくれたもの～?) che pubblicò il 10 agosto 2011; True Blue è una cover del singolo omonimo del 2003 degli Zone.
ClariS pubblicò il suo terzo singolo Nexus il 14 settembre 2011 e debuttò al quinto posto nella classifica settimanale dei singoli venduti di Oricon. Nexus fu composta da Kz ed è stata utilizzata come sigla di apertura del videogioco Ore no imōto ga konna ni kawaii wake ga nai portable ga tsuzuku wake ga nai video game, e come colonna sonora al nono volume della serie di light novel Ore no imōto ga konna ni kawaii wake ga nai; ClariS fa un'apparizione cameo in quello stesso volume. Il brano Don't Cry presente nel singolo Nexus è stato utilizzato come colonna sonora per il volume 0.5 della rivista di Shūeisha Aoharu. ClariS pubblicò il suo quarto singolo Naisho no hanashi (ナイショの話? lett. Conversazione segreta) il 1º febbraio 2012 e debuttò nella classifica settimanale dei singoli di Oricon al secondo posto. Naisho no Hanashi fu composta da Ryo dei Supercell ed è stata utilizzata come sigla di chiusura della serie televisiva anime del 2012 Nisemonogatari.

### 2012–2014: il periodo delle superiori e l'uscita di Alice dal gruppo
Clara e Alice si sono diplomate dalle scuole medie nel marzo 2012. ClariS pubblicò il suo primo album studio Birthday l'11 aprile 2012. L'album fu pubblicato in tre edizioni: una regolare con il solo CD, una limitata con in allegato un DVD, e un'altra limitata comprendente CD, DVD e due Nendoroid Petit figures di ClariS basate sulle illustrazioni di Clara e Alice realizzate da Ume Aoki per Connect, e un bonus CD con due brani delle due Nendoroid. Birthday fu premiato con un Disco d'Oro dal RIAJ nel maggio 2012. ClariS pubblicò il suo quinto singolo Wake Up il 15 agosto 2012; il brano che dà il titolo al singolo fu utilizzato come sigla di apertura della serie televisiva anime del 2012 Moyashimon Returns. Il sesto singolo del duo di cantanti Luminous (ルミナス?) fu pubblicato il 10 ottobre 2012; il brano che da titolo al singolo è stato utilizzato come sigla di apertura dei primi due film della trilogia cinematografica anime dedicata a Puella Magi Madoka Magica. Il loro settimo singolo Reunion, composto da Kz, fu pubblicato il 17 aprile 2013; il brano che intitola il singolo è stato utilizzato come sigla di apertura della seconda stagione della serie televisiva anime Ore no imōto ga konna ni kawaii wake ga nai.
ClariS ha pubblicato il suo secondo album Second Story il 26 giugno 2013. Il loro ottavo singolo Colorful (カラフル?) è stato pubblicato il 30 ottobre 2013; il brano che da titolo al singolo verrà utilizzato come sigla di apertura del terzo film della trilogia cinematografica anime dedicata a Puella Magi Madoka Magica, ovvero Puella Magi Madoka Magica - Parte 3 - La storia della ribellione.
ClariS si è esibita per la prima volta dal vivo al Zepp Tokyo il 5 gennaio 2014, dove le ragazze hanno cantato "Reunion" dietro ad una tenda e visibili solo come sagome. Il loro nono singolo "Click", composto da Kz, è stato pubblicato il 19 gennaio 2014; la canzone è stata utilizzata come prima sigla di apertura della serie anime Nisekoi. Il loro decimo singolo "Step", di nuovo composto da Kz, è stato pubblicato il 16 aprile 2014; la canzone è stata utilizzata come seconda sigla di apertura di Nisekoi. ClariS ha pubblicato il suo terzo album Party Time il 4 giugno 2014, che è stata l'ultima collaborazione di Alice con ClariS.

### 2014–presente: il debutto di Karen
Dopo l'allontanamento di Alice, Clara ha smentito le voci sul fatto che ClariS si sarebbe sciolta. L'8 novembre 2014 il 19° volume della rivista LisAni! della M-ON! Entertainment è stato pubblicato con in allegato contenente la canzone originale "Clear Sky" cantato da ClariS, ora composta da Clara e Karen, la quale, come Clara, faceva ancora le scuole superiori. ClariS pubblicherà il suo 11° singolo "Border" il 7 gennaio 2015; la canzone verrà usata come sigla di chiusura per l'anime Tsukimonogatari. ClariS si esibirà dal vivo al concerto LisAni! Live-5 il 25 gennaio 2015, al Nippon Budokan.

## Formazione
Dalla loro formazione sino al 2014, ClariS è stato formato da due ragazze di Hokkaidō conosciute come Clara e Alice (entrambi pseudonimi, pensati per preservare la loro anonimità) che frequentavano le scuole medie all'epoca del debutto.

## Discografia

### Album
| Anno | Dettagli album | Posizione più alta in classifica Oricon | Riconoscimenti |
| ---- | --- | --------------------------------------- | -------------- |
| 2012 | Birthday - Pubblicazione: 11 aprile 2012 - Etichetta: SME (SECL-1111–1113, SECL-1114, SECL-1115–1116) - Formati: CD, CD+DVD, CD+CD+Figures | 2                                       | JP: Oro        |
| 2013 | Second Story - Pubblicazione: 26 giugno 2013 - Etichetta: SME (SECL-1331–1333 SECL-1334–1335, SECL-1336) - Formati: CD, CD+DVD             | 6                                       |                |
| 2014 | Party Time - Pubblicazione: 4 giugno 2014 - Etichetta: SME (SECL-1507–1508, SECL-1509–1510, SECL-1511) - Formati: CD, CD+DVD               | 2                                       |                |
| 2017 | Fairy Castle - Pubblicazione: 25 gennaio 2017 - Etichetta: SME (SECL-2106–2107, SECL-2108–2109, SECL-2110) - Formati: CD, CD+BD            | 10                                      |                |
| 2018 | Fairy Party - Pubblicazione: 21 novembre 2018 - Etichetta: Sacra Music VVCL-1375–1376, VVCL-1377–1378, VVCL-1379) - Formati: CD, CD+BD     | 8                                       |                |
| 2022 | Parfaitone - Pubblicazione: 6 aprile 2022 - Etichetta: Sacra Music - Formati: CD                                                           | 8                                       |                |

### Singoli
| 2010                                        | Drop / Kimi no Yume o Miyō | —  |         | ClariS: Single Best 1st                  |
| 2010                                        | Irony                      | 7  |         | Birthday                                 |
| 2011                                        | Connect                    | 5  | JP: Oro | Birthday                                 |
| 2011                                        | Nexus                      | 5  |         | Birthday                                 |
| 2012                                        | Naisho no Hanashi          | 2  |         | Birthday                                 |
| 2012                                        | Wake Up                    | 12 |         | Second Story                             |
| 2012                                        | Luminous                   | 4  |         | Second Story                             |
| 2013                                        | Reunion                    | 2  |         | Second Story                             |
| 2013                                        | Colorful                   | 3  |         | Party Time                               |
| 2014                                        | "Click"                    | 7  |         | Party Time                               |
| 2014                                        | "Step"                     | 3  |         | Party Time                               |
| 2014                                        | "Clear Sky"                | —  |         | ClariS: Single Best 1st                  |
| 2015                                        | "Border"                   | 4  |         | ClariS: Single Best 1st                  |
| 2015                                        | "Anemone"                  | 13 |         | Fairy Castle                             |
| 2015                                        | "Prism"                    | 25 |         | Fairy Castle                             |
| 2016                                        | "Gravity"                  | 25 |         | Fairy Castle                             |
| 2016                                        | "Again"                    | 21 |         | Fairy Castle                             |
| 2017                                        | "Hitorigoto"               | 9  | JP: Oro | Fairy Party                              |
| 2017                                        | "Shiori"                   | 7  |         | Fairy Party                              |
| 2018                                        | "Primalove"                | 15 |         | Fairy Party                              |
| 2018                                        | "CheerS"                   | 13 |         | Fairy Party                              |
| 2020                                        | "Alethea"                  | 15 |         | ClariS 10th Anniversary Best: Green Star |
| 2020                                        | "Signal"                   | 15 |         | ClariS 10th Anniversary Best: Green Star |
| 2021                                        | "Fight!!"                  | 12 |         | Parfaitone                               |
| 2021                                        | "Careless"                 | 8  |         | Parfaitone                               |
| "—" denota che non è apparso in classifica. |                            |    |         |                                          |